# 上方下方騒動
上方下方騒動（うえがたしたがたそうどう）は、江戸時代前期に高鍋藩家老の白井種盛・種重親子の専横が発端となって発生し、40年近くもの長きにわたり続いた騒動である。
当時、白井種重（秋月氏を自称し、秋月又左衛門とも）の一派を上方（うえがた）、対立した坂田大学の一派を下方（したがた）といい、その両派の闘争のことを指していう。

## 概要

### 白井権之助の専横
慶長19年（1614年）6月、初代藩主種長が病没すると、5歳の孫の種春では幼すぎて政務は行えないとして、その実父で種長の娘婿である種貞が江戸へ出向き、自らの相続権を主張したが、既に種春は将軍に拝謁しているとして却下された。すると、藩主は成人するまで藩地へ下向できない決まりであるのをいいことに、家老の白井権之助種盛が自らの政敵を粛清し始める。
まず、種長の死去より4ヶ月後、種盛はまず種貞の附家老である坂田五郎左衛門を、藩命と偽って討ち手を放って殺害、次に元和2年（1616年）、その討ち手となった甥の内田吉左衛門（種盛の兄・四郎右衛門の子）を、旧悪が露見したとして国光原（現・児湯郡川南町）に隠棲していたのを検使を遣わして切腹に追い遣った。更に翌元和3年（1617年）、種長の父種実の娘婿である板浪清左衛門長常に不義の行いありとして、高鍋藩士の約半数を動員して長常の邸を襲撃した。長常は邸に火を放って妻子と共に自害、その一族36名が討ち死にした。これに旧来よりの重臣らの病死なども重なり、種盛は藩の実権を掌握していった。

### 騒動の勃発
慶長年間頃の高鍋藩は、豊臣秀吉の九州征伐以後に禄を減らされたにも拘らず高禄の者が家中に多くあり、また文禄・慶長の役、関ヶ原の戦い、大坂の陣による出費がかさみ財政難にあった。そのため元和2年（1616年）に借り上げと称して、藩士の知行の半減を断行するに至った。しかし、それでも足らず、藩主種春の妻の父である佐久間勝之の勧告により更に1/3を借り上げるとした。寛永3年（1626年）父と同じく専横の限りを尽くしていた種盛嫡子の白井又左衛門種重は、藩主の名代として江戸より高鍋へ下向、自らの叔父で妻の父でもあった家老の秋月蔵人種正にこの旨を伝えた。ところが、借り上げは藩士に平等に行われず、白井一派の借り上げは他よりも軽かった。
それと知った秋月蔵人とその一門は憤懣を募らせ、坂田五郎左衛門の一族である坂田大学は「種重の仕打ちは不公平極まりなく、このような者に藩政を左右されては上下の為にならない。討ち果たすべきである」としたが、蔵人は種重伯父で自らの実兄である内田仁右衛門に口実を設けられて藩領のある福島（現・宮崎県串間市）へ追い遣られる。そのため、坂田大学が中心となって血判状を取り、種重の邸へ高台より鉄砲を撃ち込む計画を立てた。しかし、同志の秋月兵部が種重へ密告したため、種重は猪撃ちの猟師20名を雇ってその高台を固めることで、これを阻止した。だが以降、家中には猜疑心が蔓延し始める。
同年4月6日の夜半、種重の邸で白井派の集まりがあったのであるが、その最中に中元寺半兵衛が燭台の火を消して、坂田側からの裏切者である秋月兵部を討ち果たした。これを大学らの乱入であると思った一同は暗闇の中で乱闘に及んだが、火を燈して見てみると坂田大学の一派などおらず、即死していた6名は全て白井の一派であった。同士討ちはその2日後、秋月蔵人の娘婿である入江三左衛門の別宅でも生じ、4人の死者が出た。
種重はこれらの原因を絶つべしと坂田大学へ詰め腹を斬らせるべく5月16日に討ち手を放った。討ち手とされた大学の妻の父である財津五左衛門らは大学へ切腹を申し渡したが、大学は「他人が来たならば容赦せぬが、父上がおいでとあらば御受けする」として、座敷の真中に仰向けに寝転んだまま討ち手に喉を斬らせた。

### 相次ぐ出奔
大学成敗の際、板浪長常の養子で種重の伯父である板浪帯刀は身の危険を感じて佐土原へ出奔していたが、妻子を連れてこようと高鍋へ戻りかけた際に、これを知った種重により木脇（現・国富町）の六野原にて襲撃される。帯刀は薙刀を振るい奮戦するも殺害された。
同じく身の危険を感じたか、翌寛永4年（1627年）9月に種重の従兄で家老の内田頼母（種重の伯父・内田仁右衛門の子）、10月に秋月蔵人が藩より脱出し、佐土原藩へ仲裁を頼んだ。「今回の一件は坂田大学の仕業であり蔵人の感知するところではない」として和解に至ったものの、蔵人はその後、江戸へ上がる途中で唐津へ亡命し浪人となった（後に島原の乱で功を上げ、紀州藩に仕える）。頼母も晩年を長崎で過ごした。以降、種重に抗えるものなく良くも悪くも平穏であったが、寛永20年（1643年）3月に蔵人次男の武藤右兵衛が、同年5月9日に家老・入江主水の子である入江三左衛門が、その3日後に蔵人長男（娘婿とも）の秋月太郎左衛門がそれぞれ出奔している。
また、大学の一族同類 530人も逃亡し、うち殺害された者が多いとされる。

### 騒動の終結
万治2年（1659年）3代藩主として種信が相続する。種信は未だ専横甚だしい白井一派の勢力を減殺する機会を窺っていた。その種信の相続は白井派への圧力となり、種信が初めて高鍋へ入国するとまず斉藤五郎右衛門が逃亡し、寛文元年（1661年）に検地を行うと竹原仁右衛門、服部左門、大場久右衛門らが出奔した。更に寛文3年（1663年）の1月に白井種重が謀反を企てているという風聞が立った。種重と嫡子の権之助は他心の無いことを示したが、間もなくして白井種重は死去した。
白井一派への圧力は続き、翌寛文4年（1664年）2月に河野七郎兵衛が浪人を申し付けられ、中元寺軍兵衛が切腹を申し渡された。10月には竜雲寺住職の天雪が追放され、翌月には木村図書、竹原弥一兵衛らが脱藩し逃亡した。
それでも種信は同年12月に種重嫡子の権之助を家老に任じた。しかし、翌寛文5年（1665年）に坂田大学の甥の坂田宮内も家老に任命し、同年7月に権之助を家老より罷免した。
白井派の掃討は尚も続けられ、寛文6年（1666年）6月に、種重の手先として殺戮に手を染めていた泥谷権之丞を成敗した。そして同年10月、権之助も藩より追放された（了解を得て退去したとも）。
白井一族の男は既に死去しているかこの度に浪人となり、女系以外は藩内より一掃され、騒動はようやく終結するに至った。

### 註釈
1. ↑  長常の邸は城塞の様な構えで、このときの襲撃は城攻めのようだったと『本藩実録』（巻之三）に記される（『高鍋藩史話』 p.95）。
2. ↑  安田尚義著『高鍋藩史話』によると、種盛次男の源太夫は島原の乱で兄の種重と一番乗りを争って不和となり殺害され、種盛三男の久馬助、四男の権右衛門、種重次男の又七郎、三男の角弥がこの頃に浪人となった。